# Caninefates

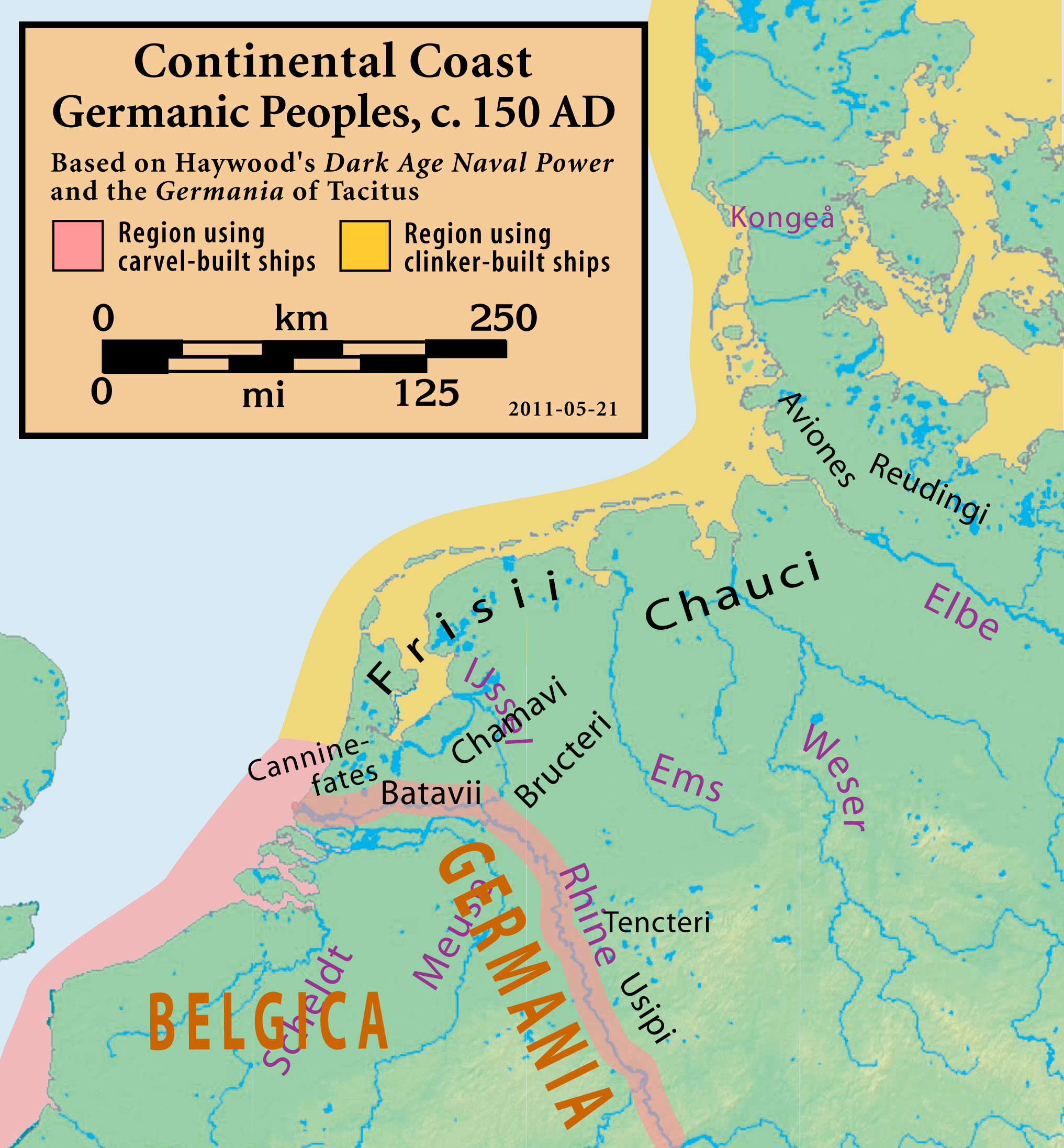
A costa continental da ilha onde estavam alojados grande parte dos grupos germânicos.

Os Caninefates (ou Canninefates, Caninefates, ou Canenefatae; significado senhores de leek - era uma tribo germânica que viveu no delta, na Renânia, na parte ocidental da ilha dos Batavos (província de Germânia Inferior), atualmente Betuwe na parte oeste da Holanda, na era romana, antes e durante a conquista romana. Eles viviam sobre um solo arenoso, propício para o cultivo de cebolas e, hoje, favorável à cultura de tulipas.
No início da rebelião Bataviana sob Caio Júlio Civil no anárquico ano de 69, os batavos mandaram emissários aos Caninefates a exortá-los à adoção de uma política comum. "Esta é uma tribo - diz Tácito (Em seu IV livro de Histórias) - que habita uma parte da ilha, e se assemelha ao batavos em sua origem, sua linguagem e seu caráter corajoso, mas é inferior em número." No levante fracassado que se seguiu, os Caninefates foram liderados por seu chefe Brino, filho de um outro chefe que tinha enfrentado, anos antes, Calígula.
A capital da civitas dos Caninefates foi Fórum de Adriano.

## Localização
Quando os romanos chegaram, várias tribos foram localizados na região dos Países Baixos, que residiam nas partes habitáveis mais altas, especialmente no leste e sul. Essas tribos não deixaram registros escritos. Todas as informações conhecidas sobre elas durante este período pré-romano é baseada no que os romanos, mais tarde, escreveram sobre as mesmas.

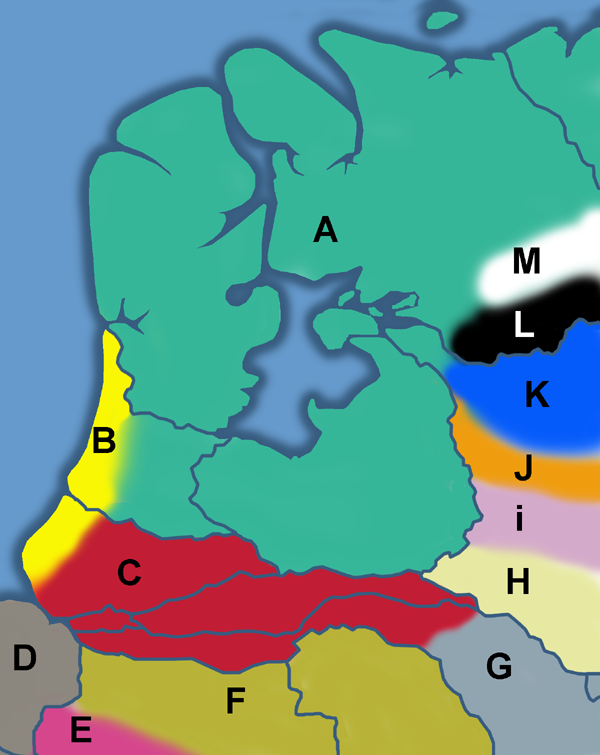
O local aproximado (hoje Holanda) onde as tribos germânicas se assentaram no séc. I. Os limites exatos são desconhecidos entretanto, e H a M em particular, não devem ser considerados como representações exatas.

As tribos mostrado no mapa à esquerda são:
- A. Frísios,
- B. Caninefates,
- C. Batavos,
- D. Marsos,
- E. Toxandros,
- F. Menápios,
- G. Ampsivários,
- H. Camavos,
- I. Sicambros,
- J. Brúcteros,
- K. Tubantes,
- L. Usípetes e
- M. Tencteros.

Outros grupos tribais não mostrados neste mapa, mas associado com a Holanda são:
- Ambianos,
- Catos,
- Catuários,
- Morinos,
- Salianos,
- Tungros e
- Úbios.